# Wilhelmina Drucker-leerstoel
De Wilhelmina Drucker-leerstoel is een leerstoel aan de faculteit Geesteswetenschappen van de Universiteit van Amsterdam. De leeropdracht van de positie is 'de politieke geschiedenis van gender in Nederland'.
De leerstoel werd in 2009 ingesteld door de toenmalige IIAV, het huidige Atria. In 2010 hield dr. Mieke Aerts, de eerste Wilhelmina Drucker-hoogleraar, haar oratie. In 2015 werd Aerts gewoon hoogleraar aan de UvA, en in 2016 werd ze opgevolgd door dr. Geertje Mak. De leerstoel is vernoemd naar de Nederlandse feminist Wilhelmina Drucker.
In 2014 kon de leerstoel door bezuinigingen niet langer door Atria worden gefundeerd en werd de fundering overgenomen door de Wilhelmina Drucker Fundatie. 